# Tossal d'Enviure
El Tossal d'Enviure és una muntanya de 328 metres que es troba al municipi de Seròs, a la comarca catalana del Segrià.